# Shadowmaker (singel)
Shadowmaker - singel fińskiej grupy muzycznej Apocalyptica promujący jej ósmy album studyjny pod tym samym tytułem. Utwór wyprodukowany przez Nicka Raskulinecza napisali Eicca Toppinen, Franky Perez oraz Johnny Andrews. Wydawnictwo w formie digital download ukazało się 18 grudnia 2014 roku nakładem wytwórni muzycznej Eleven Seven Music.
Na płycie CD singel ukazał się 20 marca 2015 jako dodatek do niemieckiego czasopisma Sonic Seducer. Wydanie to zostało wzbogacone o utwór „Bring Them To Light” zarejestrowany na żywo w 2011 roku. Do tegoż pisma została dołączona ponadto edycja wydana na 7" płycie gramofonowej.
Do piosenki powstało tzw. lyric video, które wyreżyserował D.W. Warren.

## Lista utworów
Opracowano na podstawie materiału źródłowego.
| Digital download | Digital download | Digital download                             | Digital download |
| Nr               | Tytuł utworu     | Autorzy                                      | Długość          |
| ---------------- | ---------------- | -------------------------------------------- | ---------------- |
| 1.               | „Shadowmaker”    | Eicca Toppinen, Franky Perez, Johnny Andrews | 4:19             |

| CD/LP | CD/LP                                  | CD/LP                                        | CD/LP   |
| Nr    | Tytuł utworu                           | Autorzy                                      | Długość |
| ----- | -------------------------------------- | -------------------------------------------- | ------- |
| 1.    | „Shadowmaker”                          | Eicca Toppinen, Franky Perez, Johnny Andrews | 7:37    |
| 2.    | „Bring Them To Light (Exclusive Live)” | Joe Duplantier                               | 5:32    |
|       |                                        |                                              | 13:09   |